# ماريو كونتي (كاهن كاثوليكي)
ماريو كونتي (بالإنجليزية: Mario Conti)‏ هو كاهن كاثوليكي بريطاني، ولد في 20 مارس 1934 في إلغين في المملكة المتحدة.